# Thelma Drake
Thelma Drake, nata Day, precedentemente Sorey e Sawyers (Elyria, 20 novembre 1949), è una politica statunitense, membro della Camera dei Rappresentanti per lo stato della Virginia dal 2005 al 2009.

## Biografia
Membro repubblicano della Camera dei delegati della Virginia per nove anni, la Drake approdò alla Camera dei Rappresentanti quando il deputato in carica Ed Schrock annunciò il suo ritiro per via di uno scandalo sessuale.
La Drake vinse le elezioni con il 55% dei voti, poi fu riconfermata nel 2006 con il 51%, ma venne sconfitta nel 2008, raccogliendo solo il 47% delle preferenze contro il 52% del democratico Glenn Nye.
Dopo aver abbandonato il Congresso, la Drake acquisì un posto nell'amministrazione del governatore Bob McDonnell.
Thelma Drake è stata sposata tre volte e dai primi due mariti ha avuto due figli.